# Schineriella schineri
Schineriella schineri är en tvåvingeart som först beskrevs av Gabriel Strobl 1880.  Schineriella schineri ingår i släktet Schineriella, och familjen fjädermyggor. Arten har ej påträffats i Sverige.